# Bob Persichetti
Robert Persichetti Jr. (San Diego, 28 settembre 1970) è un regista, sceneggiatore, animatore e storyboard artist statunitense.

## Biografia
Debuttò alla regia nel 2018, con Spider-Man - Un nuovo universo, co-diretto assieme a Peter Ramsey e Rodney Rothman e per il quale vinse l'anno successivo il Premio Oscar per il miglior film d'animazione.

## Filmografia

### Regista
- Spider-Man - Un nuovo universo (2018) (con Peter Ramsey e Rodney Rothman)

### Sceneggiatore
- Il piccolo principe (2015) (co-sceneggiato con Irena Brignull)

### Head writer
- Il gatto con gli stivali (2011)
- Il piccolo principe (2015)

### Storyboard artist
- Shrek 2 (2004)
- Wallace & Gromit - La maledizione del coniglio mannaro (2005)
- Giù per il tubo (2006)
- Shrekkati per le feste (2007)
- Mostri contro alieni (2009)

### Intercalatore
- Hercules (1997)
- Mulan (1998)
- Tarzan (1999)
- Fantasia 2000 (1999)
- Le follie dell'imperatore (2000)
- Atlantis - L'impero perduto (2001)
- Il pianeta del tesoro (2002)

## Riconoscimenti
| Premio                                               | Data             | Categoria                             | Destinatari                                                                               | Risultato       | Nota   |
| ---------------------------------------------------- | ---------------- | ------------------------------------- | ----------------------------------------------------------------------------------------- | --------------- | ------ |
| Premio Oscar                                         | 24 febbraio 2019 | Miglior film d'animazione             | Bob Persichetti, Peter Ramsey, Rodney Rothman, Phil Lord e Christopher Miller             | Vincitore/trice | [ 3 ]  |
| Alliance of Women Film Journalists                   | 10 gennaio 2019  | Miglior film d'animazione             | Bob Persichetti, Peter Ramsey and Rodney Rothman                                          | Vincitore/trice | [ 4 ]  |
| Annie Award                                          | 2 febbraio 2019  | Miglior regia in un film d'animazione | Bob Persichetti, Peter Ramsey e Rodney Rothman                                            | Vincitore/trice | [ 5 ]  |
| BAFTA Awards                                         | 10 febbraio 2019 | Miglior film d'animazione             | Bob Persichetti, Peter Ramsey, Rodney Rothman e Phil Lord                                 | Vincitore/trice | [ 6 ]  |
| Chicago Film Critics Association Awards              | 7 dicembre 2018  | Miglior film d'animazione             | Bob Persichetti, Peter Ramsey e Rodney Rothman                                            | Vincitore/trice | [ 7 ]  |
| Critics' Choice Movie Awards                         | 13 gennaio 2019  | Miglior film d'animazione             | Bob Persichetti, Peter Ramsey e Rodney Rothman                                            | Vincitore/trice | [ 8 ]  |
| Golden Globe                                         | 6 gennaio 2019   | Miglior film d'animazione             | Bob Persichetti, Peter Ramsey, Rodney Rothman, Phil Lord, Christopher Miller e Amy Pascal | Vincitore/trice | [ 9 ]  |
| Washington D.C. Area Film Critics Association Awards | 3 dicembre 2018  | Miglior film d'animazione             | Bob Persichetti, Peter Ramsey e Rodney Rothman                                            | Candidato/a     | [ 10 ] |